# Desiré Van Remortel
Desiré Van Remortel, född 10 november 1892, var en friidrottare från Belgien. Han deltog vid olympiska sommarspelen 1920.